# Карен Кристине Фриле
Карен Кристине Фриле (рођ. Вилхелмсем, норв. Karen Christine Friele, 27. мај 1935. - 22. новембар 2021.) позната као Ким Фриле, била је норвешка активисткиња за људска права и права ЛГБТ особа, позната по томе што је била прва особа у Норвешкој која је јавно изјавила и залагала се за своју сексуалност, у јуну 1965. године. Била је вођа раније тајне организације Форбундет из 1948. у периоду од 1966. до 1971., и као њен генерални секретар до 1989. 

## Рани живот
Фриле је рођена као Карен-Кристине Вилхелмсен у Фани, у Норвешкој. Похађала је Универзитет у Кембриџу и била запослена у информационој канцеларији за осигурање од 1958. до 1971. Удала се за Улеа Фрилеа 1959., али се брак распао већ следеће године.
Око три године пре укидања члана 213 норвешког кривичног закона (1972.) она се изјаснила као лезбијка и била је једна од двоје људи у Норвешкој који су јавно изјавили своју сексуалност. 

## Каријера
У Норвешкој је Фриле заслужна за утицај на декриминализацију хомосексуалних радњи 1972. и декласификацију хомосексуализма као психијатријског стања 1978. године. Она и Венче Ловзов, истакнута политичарка Конзервативне странке, биле су међу првима који су формализовали своје партернство када су истополне заједнице дозвољене 1993. године. Написала је неколико књига о геј и људским правима, почевши од 1972. године.
2000. године је именована за витеза 1.класе реда Светог Олафа. Њена биста је откривена испред Градске куће у Ослу 2005. године, а сада је постављена у главном огранку Јавне библиотеке у Ослу.
Именована је за 4. најважнијег Норвежанина столећа 2005. у јавном гласању преко НРК-а.
Фриле је добила државну стипендију 1989. и живела је и скијашком месту Геило, у Норвешкој.

## Смрт
Умрла је у свом дому 22. новембра 2021., у 86.години живота. Министарка за културу и равноправност Анете Третебергстуен је истакла Фриле као једну од најважнијих фигура за равноправност у Норвешкој. Фриле је почаствована државном сахраном 6. децембра 2021. Премијер је одржао говор. Сахрани су присуствовале краљица Сонја и принцеза Мете-Марит.  